# Čekání na Boha
Čekání na Boha (v anglickém originále Waiting For God) je čtvrtá epizoda první řady britského kultovního sci-fi seriálu Červený trpaslík. Poprvé byla vysílána na kanálu BBC2 7. března 1988.

## Stručný děj
V tomto díle se Dave Lister z kočičí svaté knihy dozví, že je bohem kočičích lidí, kteří bojovali na palubě Červeného trpaslíka o to, zda budou kočky na Fušálu (dle legend kočičí ráj, ve skutečnosti Fidži, kam chtěl Lister odcestovat) nosit modré, nebo červené čapky. Když válka skončila, byly postaveny dvě archy a čapkáři odletěli hledat Fušál. Na palubě zůstali jen staří a nemocní. Kocour se dozví, že je synem chromé a hlupáka. Poté, co se setká se svým bohem, Listerem, zemře předposlední kočka na palubě, slepý kněz. Jeho poslední slova jsou: "Toto je nejšťastnější den mého živo..."

## Kulturní odkazy
Název epizody odkazuje na divadelní hru Samuela Becketta Čekání na Godota (anglicky Waiting for Godot).